# Gare de Pont-Rémy
Gare de Pont-Rémy – przystanek kolejowy w Pont-Rémy, w departamencie Somma, w regionie Hauts-de-France, we Francji.
Jest przystankiem kolejowym Société nationale des chemins de fer français (SNCF), obsługiwanym przez pociągi TER Picardie i TER Nord-Pas-de-Calais.

## Położenie
Znajduje się na wysokości 9 m n.p.m., na km 166,739 Longueau – Boulogne, pomiędzy stacjami Longpré-les-Corps-Saints i Abbeville.